# Stelis calothece
Stelis calothece är en orkidéart som beskrevs av Rudolf Schlechter. Stelis calothece ingår i släktet Stelis och familjen orkidéer. Inga underarter finns listade i Catalogue of Life.